# Epilobium angustifolium
La adelfilla o epilobio (Epilobium angustifolium), ahora considerado Chamaenerion angustifolium, es una planta herbácea perenne de la familia Onagraceae. 

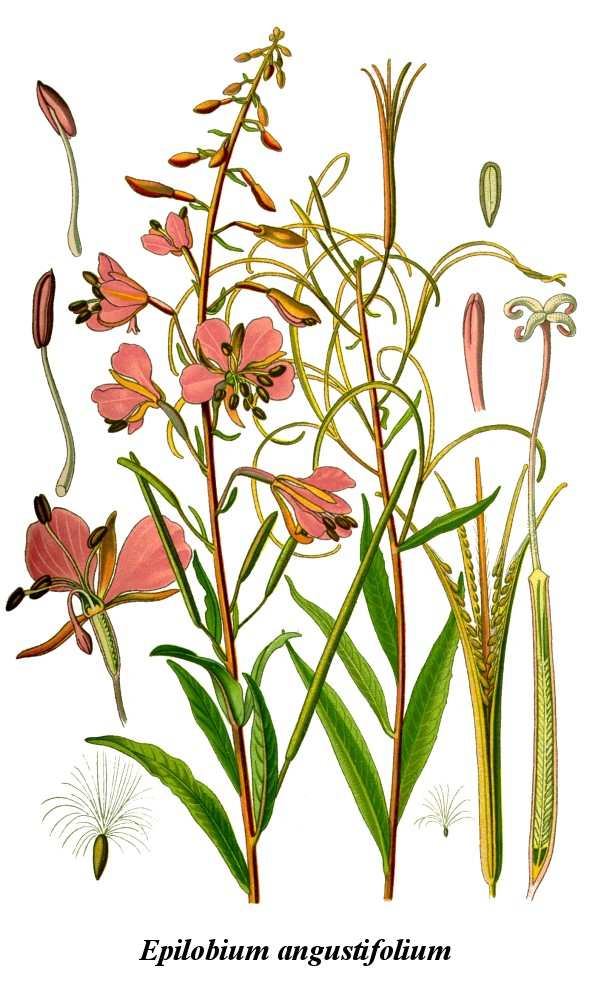
Ilustración

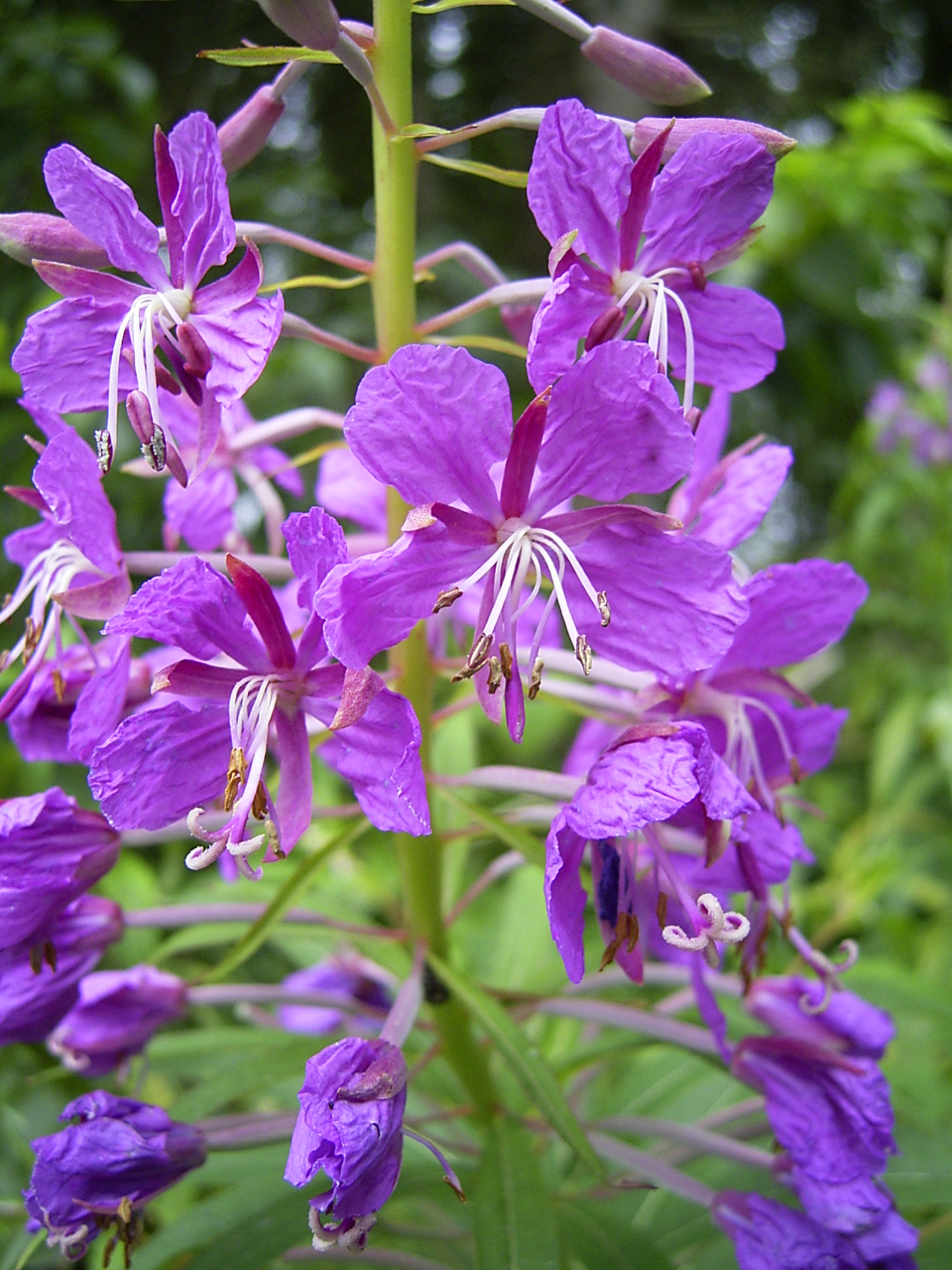
Detalle de las flores

## Hábitat
Es nativa del hemisferio norte templado, crece abundantemente en suelos calcáreos o levemente ácidos húmedos, en campos abiertos, pastos, bordes de ríos y sobre todo en terrenos quemados después de fuegos en el bosque. 

## Descripción
Los tallos de esta hierba perenne son simples y erguidos; de 50 cm a 2,5 m de altura, con hojas alternas, enteras, lanceoladas y finamente dentadas, su aspecto es similar a la del laurel. Las flores son grandes y numerosas y agrupadas en espigas o racimos de color púrpura claro, son radiales simétricas con cuatro pétalos de 2-3 cm . Los estilos tienen cuatro estigmas que se encuentran en racimos simétricos. El fruto es una cápsula con numerosas semillas de color marrón, de 300 a 400 por cápsula, unas 80.000 por planta. Las semillas tienen pelos sedosos para que el viento ayude a su dispersión. Las plantas también se expanden por raíces subterráneas.

## Propiedades
- Son buena fuente de Vitamina C y betacaroteno.
- Se recomienda en el tratamiento de inflamación de la próstata.
- Contra la tos espasmódica y asma, faringitis y laringitis.

Contiene elagitaninos, donde la oenoteína A y más específicamente la B, presentan efecto antiadenomatoso prostático, al inhibir la actividad de la 5-alfa reductasa y aromatasa, dos enzimas involucradas en la etiología de la hiperplasia benigna de próstata.
Los taninos presentan además efecto astringente (cicatrizante). 
Indicado para hiperplasia prostática benigna y tratamiento de los síntomas urinarios asociados. Prevención y tratamiento de la gripe. En uso tópico: dermatitis, estomatitis, faringitis, parodontopatías, heridas, ulceraciones dérmicas.

## Taxonomía
Epilobium angustifolium fue descrita por  Carlos Linneo y publicado en Species Plantarum 1: 347. 1753.
Etimología
Epilobium: nombre genérico que proviene de las palabras griegas: epi = "sobre", y lobos = "una vaina o cápsula," como la flor y la cápsula aparecen juntas, la corola está soportada en el extremo del ovario.
angustifolium: epíteto latíno que significa "con las hojas estrechas".
Sinónimos
- Epilobium verticillatum Ten.   [1811,1815]
- Epilobium variabile Lucé [1823]
- Epilobium rubrum Lucé [1823]
- Epilobium neriifolium H.Lév. [1896]
- Epilobium macrocarpum Stephan [1842]
- Epilobium leiostylon Peterm. [1849]
- Epilobium gracile Brügger [1882]
- Epilobium gesneri Vill. [1779]
- Epilobium brachycarpum Leight. [1841]
- Chamerion angustifolium (L.) Holub [BB]
- Epilobium salicifolium Stokes [1812]
- Pyrogennema angustifolium (L.) Lunell [1916]
- Epilobium salicifolium Clairv. [1811]
- Chamaerion angustifolium (L.) Holub [1972]
- Chamaenerion angustifolium (L.) Scop.[4]
- Chamaenerion denticulatum Schur
- Chamaenerion spicatum (Lam.) Gray
- Epilobium antonianum Pers.
- Epilobium difforme Gilib.
- Epilobium elatum Munro ex Hausskn.
- Epilobium latifolium Matt.
- Epilobium latifolium F.W.Schmidt
- Epilobium montanum Hacq.
- Epilobium persicifolium Vill.
- Epilobium salicifolium Stokes
- Epilobium spicatum Lam.
- Epilobium spicatum f. albiflorum Britton
- Pyrogennema angustifolium Lunell[5]

Variedades
- Epilobium angustifolium subsp. circumvagum Mosquin
- Epilobium angustifolium subsp. macrophyllum (Hausskn.) Hultén

## Nombres comunes
- Adelfa pequeña, adelfilla, adelfilla de hoja estrecha (2), antonina, epilobio de hojas estrechas, espiga azul, garzota de márgenes, laurel de San Antonio (3), palillero de reina, yerba de San Antonio.(el número entre paréntesis indica las especies que tienen el mismo nombre en España)[6]